# 아비투스 (로마 황제)
에파르키우스 아비투스(Eparchius Avitus, 385년 무렵 ~ 456년 10월 17일 이후 / 457년)는 455년 7월 8일 (또는 9일)부터 456년 10월 17일까지 재위한 서로마 황제이다. 갈리아계 로마 귀족 출신 원로원 의원이다. 455년 페트로니우스 막시무스 황제가 횡사하면서 고트족의 후원을 얻고 서로마 황제에 즉위했지만, 다음 456년에 리키메르 장군과 마요리아누스 장군에 의해 폐위되고 플라센시아 주교가 되지만 얼마 지나지 않아 살해되었다.